# George Dewhurst
George Dewhurst (Preston, 21 de setembro de 1889 – Londres, 8 de novembro de 1968) foi um ator, roteirista e diretor de cinema britânico.

## Filmografia selecionada
Roteirista
- The Lunatic at Large (1921)
- The Narrow Valley (1921)
- Dollars in Surrey (1921)

Diretor
- A Great Coup (1919)
- The Uninvited Guest (1923)
- Sweeney Todd (1926)
- Irish Destiny (1926)
- The Rising Generation (1928)
- A Sister to Assist 'Er (1930)
- A Sister to Assist 'Er (1948)

Ator
- The Woman Wins (1918)
- Deadlock (1943)